# ZNF706
ZNF706 (англ. Zinc finger protein 706) – білок, який кодується однойменним геном, розташованим у людей на короткому плечі 8-ї хромосоми. Довжина поліпептидного ланцюга білка становить 76 амінокислот, а молекулярна маса — 8 498.
| 10         |  | 20         |  | 30         |  | 40         |  | 50         |
| ---------- |  | ---------- |  | ---------- |  | ---------- |  | ---------- |
| MARGQQKIQS |  | QQKNAKKQAG |  | QKKKQGHDQK |  | AAAKAALIYT |  | CTVCRTQMPD |
| PKTFKQHFES |  | KHPKTPLPPE |  | LADVQA     |  |            |  |            |

A: Аланін

C: Цистеїн

D: Аспарагінова кислота

E: Глутамінова кислота

F: Фенілаланін

G: Гліцин

H: Гістидин

I: Ізолейцин

K: Лізин

L: Лейцин

M: Метіонін

N: Аспарагін

P: Пролін

Q: Глутамін

R: Аргінін

S: Серин

T: Треонін

V: Валін

Кодований геном білок за функцією належить до репресорів. 
Задіяний у такому біологічному процесі, як регуляція трансляції. 
Білок має сайт для зв'язування з іонами металів, іоном цинку. 
Локалізований у цитоплазмі, ядрі.